# Corpuscoli di Russell

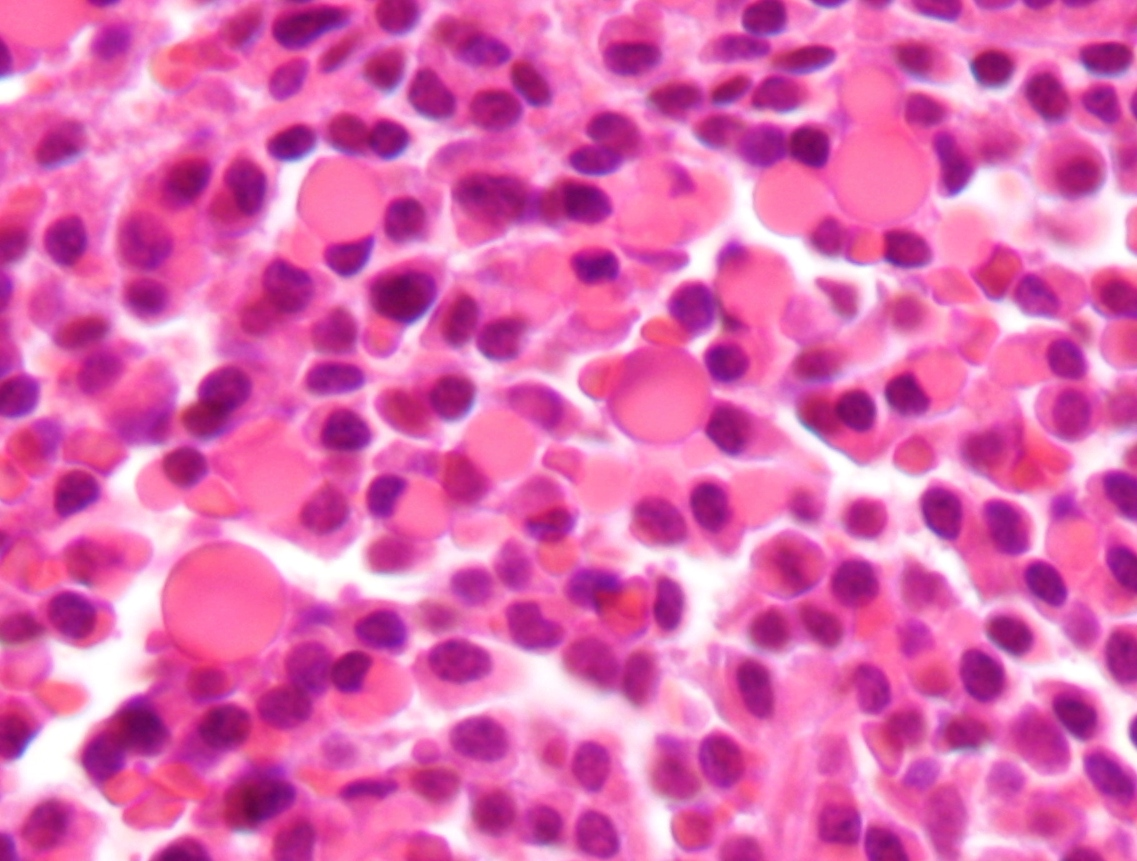
Plasmacitoma che mostra grande densità di corpuscoli di Russell.

I corpuscoli di Russell sono inclusioni citoplasmatiche globulari acidofile, costituite da aggregazioni di immunoglobuline, visibili al microscopio elettronico nelle plasmacellule. Sono indice di massiccia produzione di immunoglobuline.
Sono a stretto contatto con il reticolo endoplasmatico ruvido e assumono una colorazione PAS positiva.
Si tratta di una delle alterazioni cellulari presenti nel mieloma multiplo.